# داميان مارك
داميان مارك (بالفرنسية: Damien Marcq) (مواليد 8 ديسمبر 1988 في بولون سور مير - فرنسا) لاعب كرة قدم فرنسي يلعب حاليا لصالح نادي الدرجة الأولى بولوني الفرنسي منذ 1996 في مركز قلب الدفاع كما يجيد اللعب في مركز الوسط المدافع .

## روابط خارجية
- داميان مارك على موقع رابطة كرة القدم الفرنسية للمحترفين (الإنجليزية)
- داميان مارك على موقع إي إس بي إن إف سي (الإنجليزية)
- داميان مارك على موقع قاعدة بيانات كرة القدم.إي يو (الإنجليزية)
- داميان مارك على موقع ليكيب (الفرنسية)
- داميان مارك على موقع Soccerbase.com (لاعب) (الإنجليزية)
- داميان مارك على موقع Soccerway.com (الإنجليزية)
- داميان مارك على موقع عالم كرة القدم.نت (الإنجليزية)
- داميان مارك على موقع كووورة